# Apechoneura maculata
Apechoneura maculata är en stekelart som först beskrevs av Henry Lorenz Viereck 1920.  Apechoneura maculata ingår i släktet Apechoneura och familjen brokparasitsteklar. Inga underarter finns listade i Catalogue of Life.